# 청송 동계정
동계정은 대한민국 경상북도 청송군 안덕면에 있다. 2009년 9월 1일 청송군의 문화유산 제11호로 지정되었다.

## 개요
동계 조형도의 서식지에 1613년 건립된 정자이다. 1976년 현 위치로 이건하였다.